# Bruges-la-Morte

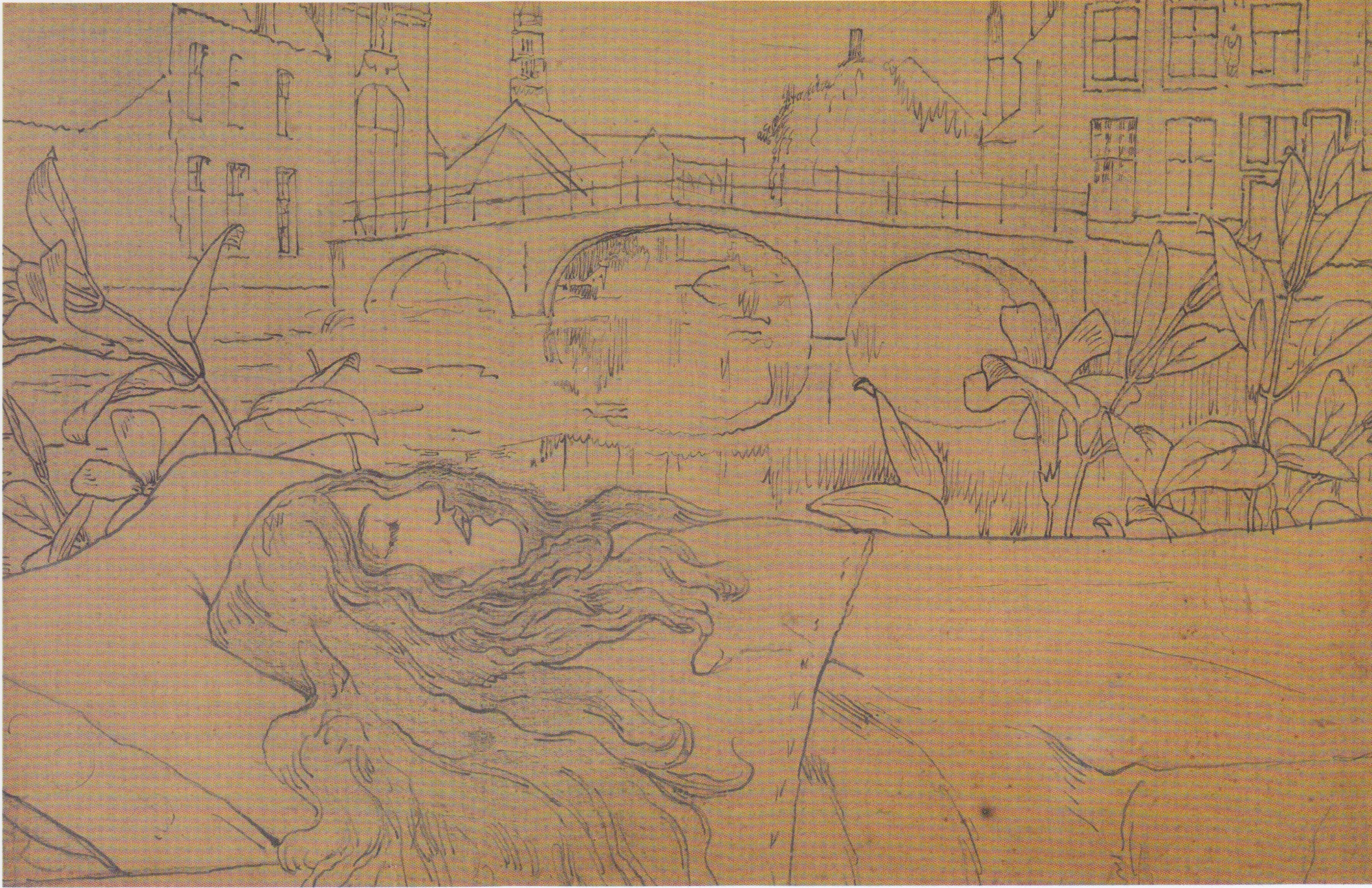
Fernand Khnopff: ontwerp voor de frontispice van de eerste uitgave

Bruges-la-Morte  is een Franstalige roman van de Belgische schrijver Georges Rodenbach (1855-1898).

## Publicatie
Het boek verscheen in 1892 als feuilleton in Le Figaro en in Journal de Bruges en vervolgens in boekvorm bij Marpon & Flammarion. Het is sindsdien zeer vaak en tot op heden door de uitgeverij Flammarion opnieuw uitgegeven.

## Vertalingen
Het succes van de roman maakte dat hij in verschillende talen werd vertaald:
- in het Duits (1903),
- in het Engels (1903),
- in het Russisch (1904),
- in het Fins (1904),
- in het Italiaans (1920),
- in het Spaans (1920).

Pas in 1978 verscheen een eerste Nederlandse vertaling door Marjolijn Jacobs en Jolijn Tevel. Ze werd in België uitgegeven door Standaard Uitgeverij onder de titel Brugge, die stille, en in Nederland door uitgeverij P.N. Van Kampen & Zoon onder de titel Brugge-de-dode.
In 2020 verscheen de roman onder de titel Het dode Brugge in een vertaling van Jan H. Mysjkin bij de Amsterdamse uitgeverij De Wilde Tomaat; de vertaler voegde een uitgebreid nawoord toe onder de titel 'Orpheus in Brugge'.

## Verhaal
De vermogende Hugues Viane is jong weduwnaar geworden. Hij vestigt zich, samen met een oude dienstmeid, in Brugge. De melancholie van deze oude, slapende stad verenigt zich met de weemoed en de droefheid om zijn overleden vrouw. Hugues cultiveert haar foto's en spulletjes, die niet mogen worden aangeroerd. Dan ontmoet hij Jane, een danseres uit Rijsel, en in haar ziet hij zijn overleden vrouw terug. Na enige tijd bezoekt hij haar dagelijks, maar hij vertelt niets over zijn weduwschap, zelfs niet als hij enkele jurken meeneemt om ze door haar te laten aanpassen. Zij vindt ze uit de mode, lacht en danst ermee op tafel. Intussen weet de hele stad af van zijn voor die tijd (einde 19e eeuw) en voor die stad (het katholieke, Vlaamse Brugge) schokkende levenswandel. Stilaan groeit bij Hugues ook het besef dat Jane niet dezelfde is als zijn overleden vrouw, om wie hij nog steeds rouwt. Zij bedriegt hem en verspilt zijn geld. Toch kan hij het niet uitmaken. Voor het eerst nodigt hij haar uit bij hem thuis, op de dag van de Heilig Bloedprocessie. Zijn diepgelovige huishoudster wil Jane niet bedienen en neemt ontslag. Jane, niet wetende wat al die foto's en spullen van zijn vrouw voor hem betekenen, lacht ermee en daagt hem uit. Hij wurgt haar. Nu verenigen de beelden van zijn twee dode vrouwen zich met elkaar en met het geluid van de klokken van de dode stad.

## Stijl
Het beeld van een lege stad of plaats van handeling die doods aandoet en waar niets lijkt te gebeuren, is een constante in de literaire richting van de symbolistische esthetica die de auteur nastreefde. De plaatsen worden beschreven als gehuld in een mysterieuze, mystiek aandoende, sfeer.
Rodenbach aarzelde welke stad hij als decor voor zijn verhaal zou nemen. Hij dacht onder meer aan Saint-Malo in Bretagne en aan Middelburg op het eiland Walcheren, maar het werd uiteindelijk Brugge.

## Reacties op het boek
Het boek, in literaire kringen gunstig onthaald, bracht indertijd vele negatieve reacties teweeg vanwege woedende Bruggelingen, maar zorgde er wel voor dat vele mensen de stad wilden bezichtigen. Het toerisme steeg aanzienlijk.
Het verhaal, dat in symbolistische stijl, de nostalgische en romantische gevoelens van de auteur op de stad overdroeg, belette niet dat kort daarop, in 1895, de decennialange strijd voor een rechtstreekse verbinding met de zee met succes was bekroond en door een wet was mogelijk gemaakt. De Bruggelingen waren overtuigd een nieuwe 'gouden eeuw' tegemoet te gaan. Rodenbach vond dit maar niets, en trok in 1897 in zijn Le Carillonneur ten strijde tegen Brugge-Zeehaven. Het was voornamelijk deze houding die hem in Brugge kwalijk werd genomen.
Onder de schrijvers die zich, zoals Rodenbach, door Brugge lieten inspireren, bevonden zich Emile Verhaeren, Joris-Karl Huysmans (vooral met zijn boek 'Là-bas' over het 'satanistische' Brugge), Stéphane Mallarmé, Stefan Zweig en Rainer Maria Rilke.

## Toneel en film
- In 1900 verscheen Le Mirage, een toneelstuk dat gebaseerd was op Bruges-la-Morte. Het werd al in 1901 in het Duits vertaald, onder de naam Trugbild en in 1903 opgevoerd in het Deutsches Theater in Berlijn.
- Op deze tekst schreef Paul Schott (schuilnaam van vader en zoon Korngold) een libretto, waarop Erich Wolfgang Korngold (1897-1957) de opera Die Tote Stadt componeerde, in 1920 gecreëerd in de opera's van Keulen en Hamburg, in 1923 opgevoerd in de Koninklijke Vlaamse Opera van Antwerpen en in 1921-22 in een Engelse versie in de Metropolitan Opera van New York.
- Het boek werd verfilmd in 1924 door Paul Flon als Dans Bruges-la-morte.[1]
- In 1976 draaide de Amerikaanse cineast Ronald Chase in Brugge een Bruges-la-Morte-film.
- Hetzelfde jaar realiseerde Eveline Legrand en Bernard Marbaix een diamontage als adaptatie van Bruges-la-Morte.
- Ook nog hetzelfde jaar monteerde hoofdconservator Aquilin Janssens de Bisthoven, op de muziek van Korngold, een licht- en klankspel dat gedurende verschillende jaren in de zomermaanden werd opgevoerd op de binnenkoer van het Gruuthusepaleis.
- In 1981 verfilmde de Vlaamse cineast Roland Verhavert het boek onder de titel Brugge, die stille.[2]

## Strip
- In 1990 verscheen een stripverhaal onder de naam Brugge die Stille bij Uitgeverij Loempia in opdracht van de Brugse stripspeciaalzaak De Striep.[3] De Bruggelingen die er in voorkwamen liet men dialect spreken.